# Vladimír Müller
Vladimír Müller (8. srpna 1904, Praha – 2. října 1977, Praha) byl český publicista a spisovatel.

## Život
Vladimír Müller se narodil 8. srpna 1904 v Praze. Vystudoval dějiny moderních literatur na Filozofické fakultě Karlovy university. Přátelil se s Voskovcem a Werichem, v premiéře jejich Vest Pocket Revue 19. dubna 1927 hrál fotografa Blažeje Josseka. V letech 1930–1931 byl odpovědným redaktorem časopisu Jas (týdeník České obce sokolské), 1930–1935 přispíval do kulturní rubriky Národních listů. V období 1936–1943 zaměstnancem Čs. Rozhlasu (Českého rozhlasu od roku 1939). Svůj první román Žebrák s erbem (o životě Václava Lomnického z Budče) vydal v roce 1941. Historickým románům z doby Rudolfa II. a životopisům osobností se věnoval zhruba do roku 1949, opět se k nim vrací v závěru života. Po osvobození prochází různými funkcemi a v letech 1948–58 se stává vedoucím dokumentačního oddělení kulturního nakladatelství Dilia. Svobodné povolání vykonával od roku 1958.
Vladimír Müller zemřel 2. října 1977 v Praze.

## Dílo
výběr
- Žebrák s erbem (historický román, vydal L. Mazáč, Praha, 1941) [5]
- Rybníkář Kuba (divadelní hra o Jakubu Krčínovi, vydalo Nakladatelské družstvo Máje, Praha, 1942)
- Pětilistá růže (vydal Josef R. Vilímek, Praha, 1943)
- Pověsti stověžatého města (il. Petr Dillinger, vydal Antonín Dědourek, Třebechovice p. O., 1946)
- Meč a srdce (il. Petr Dillinger, vydal J. R. Veselík, Litomyšl, 1946)
- Bloudění Dorotky vojandy (obálka Miloš Antonovič, vydal Josef R. Vilímek, Praha, 1946)
- Vojanův Štědrý den 1869 (vyzdobil Cyril Bouda, vydalo S.n., Praha, 1949)
- V. K. Klicpera (vydal Orbis, Praha, 1949)
- Lad. Stroupežnický (vydal Orbis, Praha, 1949)
- F. A. Šubert (vydal Orbis, Praha, 1949)
- Vyprávění o Národním Divadle (il. Karel Müller, historicky spolupracoval Eduard Šimek, vydal Orbis, Praha, 1963)
- Dobrodružství Turčka z Mitrovic (román o cestě Václava Vratislava z Mitrovic do Turecka, il. František Janula, vydalo SNDK, Praha, 1964)
- Mumraj grošů (vydalo nakladatelství Růže, České Budějovice, 1970)
- Vrhcáby osudu (vydalo nakladatelství Růže, České Budějovice 1974)
- Neúplatný ortel (historizující detektivka z 18. století, vydalo nakladatelství Růže, České Budějovice 1978)

Vladimír Müller je též autorem překladů, doslovů, rozhlasových her a úprav textů pro rozhlas a pro knižní vydání.
Opera Maxmiliána Hájka Rožmberští rybníkáři z roku 1956 je zhudebněním divadelní hry Rybníkář Kuba.